# Центр «Насилию.нет»
«Центр по работе с проблемой насилия „Насилию.нет“» — российская некоммерческая организация, работающая с проблемой домашнего насилия. Центр занимается информационной деятельностью и адресной помощью пострадавшим от домашнего насилия. Учредитель и директор Центра — Анна Ривина.

## История
Проект был придуман в конце 2015 Анной Ривиной и до 2018 существовал как волонтерская инициатива, занимающаяся просветительскими проектами.
В 2016 появился основной сайт проекта https://nasiliu.net — первый в России информационно-справочный портал о проблеме насилия.
В апреле 2018 Центр получил свидетельство Минюста и статус автономной некоммерческой организации под названием «Центр по работе с проблемой насилия „Насилию.нет“».
В сентябре 2019 Центр открыл первое пространство в Москве по адресу Земляной Вал, 7, где пострадавшие от домашнего насилия смогли получить комплексную помощь психолога и юриста.
В июле 2020 Центр переехал на Новинский бульвар, 11 из-за расширения команды и роста количества обращений пострадавших. В феврале 2021 арендодатель вынудил Центр покинуть помещение, с марта 2021 офис находится по адресу Лихов переулок, 3 строение 2.
В декабре 2020 Министерство юстиции внесло организацию в реестр НКО-иностранных агентов. В общей сложности Центр оштрафован на 900 000 рублей за нарушение законодательства об иностранных агентах.

## Деятельность
В «Насилию.нет» пострадавшие от домашнего насилия старше 18 лет могут получить бесплатную помощь без бюрократических проволочек. На июнь 2022 в Центре работают 6 психологов, 1 юрист, 3 координатора SOS-размещения, 1 оператор телефонной линии, а также специалисты, которые помогают на волонтерской основе, — 10 карьерных консультантов, 2 медиатора и 1 стилист. Центр открыт пять дней в неделю по будням, а специалисты работают шесть дней в неделю.
Деятельность Центра делится на два основных направления: адресная помощь и информирование о проблеме насилия. За все время работы за помощью в Центр обратились более 10 000 людей: пострадавшие от домашнего насилия, свидетели насилия и авторы насилия. За последний год специалисты провели консультации для 1 000 людей, которые оказались в кризисной ситуации, а операторы приняли более 5 000 звонков и писем.
В августе 2016 появилось мобильное приложение N.N. В нём есть SOS-кнопка, которая отправляет сообщение о помощи пяти выбранным адресатам, а также инструкции для пострадавших от насилия и их близких и список ближайших центров помощи по всей России.
В ноябре 2017 «Насилию.нет» запустил проект «Мужчины против насилия», в котором приняли участие российские журналисты, музыканты, художники и общественные деятели, среди которых — Антон Долин, Вася Обломов, Антон Красовский, Николай Сванидзе, Алексей Зимин и другие.
1 июня 2018 Центр представил проект «Видеоинструкции для пострадавших от насилия». В нём приняли участие эксперты из МВД и кризисных центров, а также психологи и адвокаты, которые рассказали о необходимых действиях в случае физического или сексуализированного насилия.
5 декабря 2018 на Арбатско-Покровскую линию московского метро вышел тематический состав «Поезд изменений: истории волонтеров», в котором также были фотографии волонтеров «Насилию.нет» и цитаты из интервью амбассадора Центра, актрисы Ирины Горбачевой.
На телеканале RTVI 5 декабря 2018 прошел круглый стол, посвященный международной акции «16 дней активных действий против гендерного насилия». В нём приняли участие телеведущая Ксения Собчак, актриса Ирина Горбачева, директор Центра «Насилию.нет» Анна Ривина и директор «Центра когнитивной терапии» Яков Кочетков. Партнерами спецэфира стали социальная сеть Одноклассники, Центр «Насилию.нет» и «ООН-Женщины».
В марте 2018 директор Центра «Насилию.нет» Анна Ривина стала российским представителем международной кампании I shape my world от Levi’s, цель которой — рассказать о женщинах, делающих наш мир лучше каждый день.
В апреле 2019 Levi’s и «Насилию.нет» разместили в общественных пространствах Москвы и регионов (в барах, клубах, ресторанах, городских кластерах, учебных заведениях) плакаты с QR-кодом. Перейдя по нему, женщина попадает на сайт с информацией о том, что делать, если она не чувствует себя в безопасности.
В октябре 2019 «Насилию.нет» организовали выставку костюмов для Хэллоуина, которая прошла в московском магазине «Monstory». Экспонаты демонстрируют повседневные вещи людей, которые совершают насилие, и дополнены их историями. Цель проекта — показать, что самые страшные монстры часто выглядят как обычные люди. Фотографии и образы для разработки коллекции были взяты из криминальных хроник газет и фотоархивов девушек, пострадавших от насилия.
С декабря 2019 по январь 2020 прошла совместная акция «Насилию.нет» и транспортной компанией «Ситимобил», в рамках которой пострадавшие от домашнего насилия могли бесплатно доехать на такси до офиса «Насилию.нет».
C 1 июня 2020 косметический бренд Mixit и «Насилию.нет» запустили совместную акцию. Люди, столкнувшиеся с домашним насилием, могут позвонить в компанию под предлогом заказа косметики, и передать оператору свои данные и сообщение с просьбой о помощи через кодовую фразу «Положите в мой заказ фиолетовую ленту». После этого оператор выясняет, какая помощь требуется позвонившему, и в зависимости от деталей передает информацию в полицию или дает номер Центра «Насилию.нет».
В июле 2020 «Насилию.нет» создал сайт «Психологи против насилия» с информацией о юридических и этических аспектах в работе с пострадавшими от насилия.
В августе 2020 Центр запустил кампанию в поддержку сестер Хачатурян. Видеообращения записали журналист Ирина Шихман, кинокритик Антон Долин, певица и актриса Юля Паршута, политик Алексей Навальный, правозащитник Михаил Федотов, участницы Pussy Riot и соосновательницы «Медиазоны» Надя Толоконникова и Мария Алехина, актёр Сергей Епишев, журналистка Татьяна Мингалимова, литературовед и главный редактор журнала «Новое литературное обозрение» Ирина Прохорова, актриса Варвара Шмыкова и другие.
10 декабря 2020 во время ежегодной международной акции «16 дней активных действий против гендерного насилия» и международный день прав человека «Насилию.нет» выпустил социальный ролик о гендерном равенстве «Девочки такие девочки» при поддержке ООН-Женщины. Цель ролика — разрушить гендерные стереотипы и показать, что женщины имеют право быть разными и достигать успехов в любых профессиях. В ролике снялись адвокат Екатерина Тягай, депутат Госдумы Оксана Пушкина, активистка Ника Водвуд, журналистка Елена Костюченко, режиссёр Евгения Беркович и другие.
В 2020 «Насилию.нет» запустил кампанию «Москва против домашнего насилия». На остановках общественного транспорта в Москве появились билборды и информационные стенды с информацией для пострадавших от домашнего насилия. Это первая социальная реклама против домашнего насилия в таком формате в Москве. Реклама была расположена в наиболее оживленных точках Москвы в пяти округах (Северном, Северо-Восточном, Центральном, Южном и Юго-Восточном).
Кроме этого, Центр распространил брошюры с информацией о том, как распознать домашнее насилие, в 130 государственных организациях Москвы: социальных и семейных центрах, школах приемных родителей и других госучреждениях. Проект был реализован при поддержке Департамента труда и социальной защиты населения и Департамента СМИ Москвы.
В августе 2021 «Насилию.нет» запустил программу SOS-размещения. Это первая круглосуточная программа экстренного размещения пострадавших от домашнего насилия в России. Получить ночлег можно тем, кто находится в ситуации актуального физического насилия, его угрозы или преследования от партнера, бывшего партнера или родственника.
С 1 июня 2023 центр «Насилию.нет» запустил формат онлайн-консультаций для пострадавших от домашнего насилия по всей России — ранее организация работала только очно в Москве. Кроме того, центр начал принимать пожертвования с иностранных карт на платформе Patreon и криптовалюту.
С 18 апреля 2024 года Центр начал помогать русскоговорящим людям по всему миру.

## Амбассадоры
В 2018 амбассадором Центра стала российская актриса театра и кино Ирина Горбачева, которая публично высказывается о пережитом насилии.
В 2019 Анна Ривина приняла участие в съемках фильма российской журналистки и ведущей Youtube-шоу «А поговорить?» Ирины Шихман «Бьет — значит бьет». После этого Анна пригласила Ирину стать амбассадором Центра «Насилию.нет».
В апреле 2020 телеведущая Регина Тодоренко, оказавшаяся в центре скандала из-за некорректного высказывания о женщинах, которые подвергаются партнерскому насилию, сняла фильм о проблеме домашнего насилия. Часть съемок проходила в «Насилию.нет», а после Регина стала амбассадором Центра. В мае 2020 года она сделала самое крупное пожертвование за все время существования организации.

## Награды и достижения
- 2017 — Центр получил премию «Женщина имеет значение» в номинации «Социальная активность»[36][37]
- 2018 — Центр получил премию «Большие достижения маленьких людей» за лучшую мультимедийную кампанию в ТВ, в прессе, на радио, в сетях и создание сайта «Насилию.нет»[38]
- 2017—2018 — проект Центра «Видеоинструкции для пострадавших от насилия» стал победителем в конкурсе низовых инициатив Human Rights Incubator[39]
- 17 декабря 2018 — Анна Ривина включена в список «100 выдающихся людей 2018 года» по версии журнала «Эксперт»[40]
- 13 июня 2019 — Анна Ривина включена в список 20 молодых и перспективных россиян, двигающих страну вперед, по версии журнала РБК[41]
- 2019 — Центр назван проектом года по мнению Яндекса[42]
- 2020 — Анна Ривина вошла в список Forbes «30 самых перспективных россиян до 30» в номинации «Социальные практики»[43][44]
- 2021 — Анна Ривина победила в редакционной номинации Леди Mail.ru в премии «Лучшие блогеры 2020»[45]
- В марте 2021 фотографию Анны Ривиной поместили на обложку американского журнала Time[46][47]. Тема номера была посвящена женщинам во время пандемии. Материал с участием Ривиной освещал проблему домашнего насилия в России и рассказывал о некоммерческих организациях, которые помогают пострадавшим.